# Il nascondiglio
Pour plus de détails, voir Fiche technique et Distribution.
Il nascondiglio est un film italo-américain réalisé par Pupi Avati, sorti en 2007.

## Fiche technique
- Titre : Il nascondiglio
- Réalisation : Pupi Avati
- Scénario : Pupi Avati et Francesco Marcucci
- Photographie : Cesare Bastelli
- Musique : Riz Ortolani
- Production : Antonio Avati
- Pays d'origine : Italie - États-Unis
- Genre : Giallo
- Date de sortie : 2007

## Distribution
- Laura Morante : Francesca Sainati
- Rita Tushingham : Paula Hardyn
- Burt Young : Muller
- Treat Williams : Père Amy
- Yvonne Sciò : Ella Murray
- Giovanni Lombardo Radice : Vincent Natali
- Angela Pagano : Liuba
- Sydne Rome : Mrs. Wittenmeyer
- Angela Goodwin : Mère supérieure
- Francesco Carnelutti : Dr. Moes
- Venantino Venantini : Installateur de téléphone